# عبد العظيم أنيس
عبد العظيم أنيس (15 يوليو 1923 - 15 يناير 2009) هو عالم رياضيات وكاتب وناقد أدبي وباحث تراث علمي مصري.

## حياته
ولد عبد العظيم أنيس في العاصمة المصرية القاهرة بحي الأزهر عام 1923 لعائلة لها ثمانية أبناء، أربعة ذكور وأربع إناث. وكان هو أصغرهم جميعا باستثناء واحدة من شقيقاته. جميع أفراد عائلة والده ووالدته من الحرفيين. طائفة المعمار. وكان جده لأمه مقاولاً كبيراً.

### التعليم
- كان زواج والده من والدته له تأثير كبير في مسيرة تعليمه، حيث التقليد لدى أسرة والدته هو الاهتمام بالتعليم، وكان يبدأ من الأزهر لحفظ القرآن، ثم منه إلى تجهيزية دار العلوم، ثم إلى دار العلوم للتدريس في مدارس الحكومة.
- دخل إحدى مدارس حي العباسية الذي انتقلت إليه العائلة إلا أن دراسته تعثرت بسبب الحادث الذي تعرض له، عندما وقع عن السلم. وأجريت له عملية شوهت فمه. وقد خلف له هذا الواقع صعوبات كثيرة في دراسته الأولية. وقاده إلى الوقوع في حالة الانطواء والخجل في تلك المرحلة. كما قاده إلى الفشل في مرحلة دراسته الأولى. وهو الأمر الذي استدركه شقيقه الأكبر إبراهيم لإخراجه من الوضع الذي كان عليه، باختياره مدرسة أخرى غير المدرسة التي لم ينجح في دراسته فيها. وأدى اهتمام أشقائه به إلى تجاوز تلك المحنة الأولى في دراسته. وصار بفعل ذلك الاهتمام، من الأوائل في تلك المدرسة وفي مراحل دراسته كلها. ثم توالى انتقاله من مرحلة إلى أخرى إلى أن أتم المرحلة الثانوية من دراسته في عام 1940.
- عاني بشدة في فترة دراسته الابتدائية لصعوبة تدبير العشرة جنيهات وهي مصاريف المدرسة في العام الدراسي رغم انتماءه إلي الطبقة البورجوازية الصغيرة، هذه المعاناة كان لها أثر كبير علي اهتمامه بالعدالة الاجتماعية والتعليم. فكان يعمل في مشروع محو الأمية في فترة الصيف في أثناء الدراسة الثانوية، وفي السنة الأخيرة لدراسته الثانوية وقع في حيرة كبيرة بين دراسة الفلسفة التي يعشقها ودراسة الرياضيات التي يحبها وتفوق فيها وأقنعه أخوه الأكبر بأن يدرس الرياضيات ويهوي الفلسفة والأدب فنبغ في كل من الدراسة والهواية.
- التحق بعد انتهاء دراسته الثانوية بكلية العلوم جامعة فؤاد الأول (جامعة القاهرة حاليا). تخرج منها عام 1944م
- حصل على درجة الدكتوراه في الإحصاء الرياضي «1950او 1952» جمع فيها بين علم الرياضيات البحتة والإحصاء من الكلية الملكية للرياضيات الإحصائية الإمبريال كولدج بجامعة لندن.
- قدمت أسرته للثقافة المصرية عددا من أبرز أعلامها فهو شقيق عالم اللغة إبراهيم أنيس والمؤرخ محمد أنيس، رائد مدرسة التاريخ الاجتماعي في مصر.

## مسيرته
- اهتم بالعمل العام بدءا من مراحل شبابه الأولي حيث شارك في انتفاضة 1936م وهو في سن الثالثة عشرة من عمره ضد معاهدة 1936 التي أبرمها مصطفى النحاس باشا والاحتلال الإنجليزي. واعتقل بسب مشاركته فيها لكن تم الإفراج عنه لصغر سنه.
- أصبح خلال دراسته في الجامعة عضوا فاعلا في الحركة الوطنية المصرية، ومن قادة «اللجنة الوطنية للطلبة والعمال». وبعد أن عين معيدا في كلية العلوم بجامعة الإسكندرية أنضم لأحد التنظيمات الماركسية.
- تعرض مجددا للاعتقال خلال مشاركته في الأحداث التي تبعت حرب فلسطين عام 1948م حيث أمضى عاما ونصف العام في المعتقل وخرج منه في عام1950، حين قام وزير الداخلية وقتها فؤاد سراج الدين باشا بتخييره وزملائه بين البقاء في السجن أو السفر إلى أوروبا لإنهاء دراساتهم العليا.
- عمل أستاذا للرياضيات بجامعة القاهرة عام 1952م عقب عود ته من بريطانيا بعد قيام ثورة 23 يوليو، حيث سرعان ما تم فصله عام 1954م في حملة ما عرف بتطهير الجامعات من الأساتذة ذوى الميول السياسية التي قررتها قيادات الضباط الأحرار.
- قاد عام 1955م مع رفيقه محمود أمين العالم صراعا مع المفكر عباس محمود العقاد، وعميد الأدب العربي د. طه حسين، واستطاعا من خلال كتابهما «في الثقافة المصرية»، ومقالاتهما في مجلة روز اليوسف وغيرها ترسيخ المفاهيم النقدية للواقعية الاشتراكية.
- عاد إلي إنجلترا وعمل مدرساً للرياضيات بجامعة لندن في الفترة من1955م ـ 1959م.
- اعتقل لمدة خمس سنوات (1959م ـ 1965م) في حملة اعتقال قيادات الحركة الشيوعية إلى جانب محمود أمين العالم وصنع الله إبراهيم وغيرهما
- عمل صحفيا في جريدة المساء، تحت رئاسة خالد محيي الدين في ديسمبر من عام 1965م بعد خروجه من المعتقل. إلا أنه أبعد عن العمل السياسي بسبب أفكاره بشأن الديمقراطية.
- عمل أستاذا للرياضيات في جامعة عين شمس عام1966م.
- التحق بالعمل بالأمم المتحدة في المعهد العربي للتخطيط.
- عمل أستاذاً زائراً للرياضيات بجامعة لندن خلال حقبة السبعينات.
- ترأس اللجنة القومية لتطوير تعليم الرياضيات في مصر بين عامي 1970ـ 1975. وكان يري أن للتعليم دور حاسم في التنمية الاقتصادية والاجتماعية والثقافية.
- شارك والدكتورة لطيفة الزيات والدكتورة رضوى عاشور وعددا من القيادات اليسارية في تأسيس «لجنة الدفاع عن الثقافة الوطنية» التي انضوى تحت لوائها كل المثقفين المصريين المعارضين لاتفاقية كامب ديفيد.
- تم اعتقاله في عهد الرئيس الراحل السادات.[1]
- انضم إلى الحزب الشيوعي المصري لكنه سرعان ما كسر الانضباط الحزبي ورشح نفسه في انتخابات مجلس الأمة ضد رغبة الحزب الذي كان يؤيد مرشحاً عمالياً وكانت معركة ضخمة.
- رأس مجلس إدارة الكتاب العربي للطباعة والنشر، بدلاً من صديقه محمود أمين العالم الذي كان قد عيّن رئيساً لمؤسسة المسرح الوطني.

## تكوينه الثقافي
تكوينه الثقافي بدأ في مكتبة أخيه الأكبر إبراهيم الذي كان أستاذاً للأدب واللغة العربية، ثم في دار الكتب حيث قرأ كل ما كتبه الكتاب الكبار من المصريين وانتقل إلي الكلاسيكيات اليونانية التي قرأها مترجمه بالعربية وعرف الفلسفة الماركسية عن طريق صديقه د. الجبيلي. استقر في ذاكرته وفي وعيه مقامات الحريري وديوان المتنبي وديوان الحماسة لأبي تمام. كما قرأ معظم كتب طه حسين وعباس محمود العقاد وإبراهيم المازني وأحمد أمين وتوفيق الحكيم وعبد الله عنان ودواوين أحمد شوقي وحافظ إبراهيم ومحمود سامي البارودي. كما قرأ كتب سقراط وأفلاطون وأفكار المعتزلة في الفلسفة العربية الإسلامية. كل ذلك يشير بوضوح إلى أنه كان منذ بدايات شبابه على صلة بالأدب وبالفلسفة، وبالثقافة عموماً. وبهذا المعنى لم يكن يرى أي تعارض بين أن يكون عالم رياضيات وأديباً. 
وتبلورت ثقافته في لندن بين قاعات مكتبة المتحف البريطاني ومتاحف لندن المختلفة وقاعاتها الموسيقية واشترك في النشاط الثقافي والسياسي للنادي المصري في لندن وأعلن تأييده لثورة يوليو في مؤتمر حاشد في لندن عام1952.

## اسهامات
أسهم بقوة في إبراز البعد الاجتماعي للأدب، وهو الكاتب السياسي المعروف الذي يضع النقاط علي الحروف في الأزمات وهو المفكر صاحب العديد من الكتب في إصلاح التعليم، وهو المنحاز للفقراء في كل العهود، وصاحب المواقف الذي لا يساوم، وهو الزاهد الذي آثر الغني بالاستغناء. مناضلاً سياسياً يسارياً. وظل يتنقل بين المنظمات الشيوعية المصرية إلى أن انتهى به المطاف إلى الوقوف على تخومها شيوعياً مستقلاً، على مسافة واحدة منها جميعها. واختار أن يكون، باسم يساريته، عضواً في حزب التجمع الوطني التقدمي الوحدوي. وقد توزعت كتاباته وكتبه ومحاضراته وأبحاثه باللغتين العربية والإنجليزية حول هذه القضايا العلمية والبحثية المشار إليهما، وحول المواضيع المتصلة بها من قريب ومن بعيد. كما دخلت هذه القضايا جميعها في نشاطاته وفي تحولاته السياسية والفكرية.

## مؤلفاته
كتاباته ذات طابع فكري، على قاعدة الماركسية. وهي كانت أفكاراً عامة في قراءة أحداث التاريخ قديمه وحديثه، استند في صياغتها إلى منهج علمي، استوحاه من نهج ماركس المادي الجدلي. حيث أَلف عددا من الكتب على رأسها:
- مقدمة في علم الرياضيات
- العلم والحضارة
- التعليم في زمن الانفتاح
- إصلاح التعليم أم مزيد من التدهور
- التعليم وتحديات الهوية القومية
- قراءة نقدية في كتابات ناصرية
- بنوك وباشوات
- ذكريات من حياتي
- في الثقافة المصرية (كتاب في النقد الثقافي ألفه ورفيقه الكاتب الماركسي المصري محمود أمين العالم عام 1955م وأثار حينها ردود فعل متباينة حيث انتقدا فيه بشدة أدباء بارزين آنذاك منهم عباس محمود العقاد وطه حسين الذي رد على الكتاب واصفا إياه بأنه «يوناني فلا يُقْرَأ»، أما العقاد فاتهمهما في صحيفة (أخبار اليوم) بالشيوعية قائلا «أنا لا أناقشهما وإنما أضبطهما. إنهما شيوعيان».)
- رسائل الحب والحزن والثورة (تدوين للرسائل المتبادلة بينه وبين زوجته الصحفية المثقفة الناجحة عايدة ثابت خلال فترة اعتقاله في الستينيات والتي تزوجها في نوفمبر 1958م وتوفيت في العاشر من نفس الشهر عام 1975م ونشر الكتاب تخليداً لذكراها عام 1976).
- علماء وأدباء ومفكرون (كتاب يجمع بين التعريف بعلماء عرب وغربيين، وبين أدباء ومفكرين عرب وغربيين أيضاً. ويتخذ الكتاب طابعاً أدبياً ومعرفياً في آن. فهو يتحدث فيه عن علماء عرب مثل ابن الهيثم والخوارزمي، وعن علماء غربيين مثل جاليليو. كما يتحدث عن أدباء ومفكرين مثل غوته وبرخت. صدر في عام 1983).

## من مقولاته
«خلال أربعة أو خمسة آلاف سنة توفر للبشرية كم هائل من المفاهيم والممارسات التي نسميها رياضيات. وارتبطت هذه المفاهيم والممارسات بشكل أو بآخر بالحياة اليومية للبشر. والناس فيما يبدو ينسون هذه الحقيقة عندما ينظرون اليوم إلى الرياضيات نظرتهم الغربية المذعورة.... وحتى لا يفزعنا هذا الكم الهائل من المفاهيم والممارسات أقترح أن نفكر في الموضوع بطريقة أخرى.. لقد كانت الرياضيات نشاطاً بشرياً لآلاف السنين. وإلى حد ما يمكن أن نقول بأن كل إنسان هو رياضي أو يمارس الرياضيات بشكل واسع. فالشراء من السوق وقياس مساحة الأرض (الخ) كل هذا هو ممارسة للرياضيات أو لفرع منها (الحساب).»

## حياته الشخصية
لدية ابنة هي الدكتورة منى أنيس الصحفية في الأهرام ويكلي، والدكتورة "حنان أنيس" وتقيم في كندا، والاستاذه "وفاء أنيس". وهو الشقيق الأصغر للأستاذ الدكتور "إبراهيم أنيس" عميد دار العلوم والاستاذ الدكتور "محمد أنيس" أستاذ التاريخ بجامعه القاهرة

## وفاته
توفي عبد العظيم أنيس في القاهرة في 16 يناير 2009. نفس أسبوع وفاة رفيق عمره محمود أمين العالم يوم 10 يناير عن عمر تجاوز السادسة والثمانين.